# ロスミン・ムハンマド・カミス
ロスミン・ムハンマド・カミス（マレー語: Rosmin Muhammad Kamis、1981年6月17日 - ）はブルネイの元サッカー選手。元ブルネイ代表。現役時代のポジションはMF。

## 経歴
2000年にマレーシア・プレミアリーグのブルネイFAでプロデビュー。2005年まで同チームに在籍し、その後はチームの解散によりブルネイDPMM FCに移籍。2009年に同チームがマレーシア・スーパーリーグからSリーグへと所属を変えると、シンガポール・リーグカップを同年に制覇。その後、ブルネイ・ダルサラームサッカー協会が国際サッカー連盟より活動停止処分を受けた事によりブルネイDPMM FCは活動停止、それによってMS ADBDに移籍、ブルネイFAカップを2010年に制覇した。
2012年にFIFAの制裁が解除されるとDPMM FCもSリーグに復帰し、彼もまたDPMM FCに復帰した。その後は2012年と2014年にシンガポール・リーグカップを制覇した 。

## 代表歴
その才能にも関わらずA代表デビューは遅く、2012 AFFスズキカップ予選であり、この時にはキャプテンマークも巻いた。また、2014 AFFスズキカップ予選にも出場したものの、グループステージ敗退で終えている。

## 個人
兄のロサイディ・カミスも元サッカー選手であり、ブルネイFAで1999年にマレーシアカップを制している。

## 個人成績
代表でのゴール一覧
| #  | 日附           | 場所                             | 対戦相手 | 得点 | 結果 | 大会                     |
| -- | -------------- | -------------------------------- | -------- | ---- | ---- | ------------------------ |
| 1. | 2012年10月11日 | ヤンゴン・トゥウンナ・スタジアム | ラオス   | 1–0  | 1–3  | 2012 AFFスズキカップ予選 |

## タイトル

### クラブ
ブルネイDPMM FC
- シンガポール・リーグカップ (3): 2009, 2012, 2014
- Sリーグ:2015

MS ABDB
- ブルネイFAカップ: 2010